# Breviraja
Breviraja is een geslacht van kraakbeenvissen uit de familie van de Rajidae.

## Soorten
- Breviraja claramaculata McEachran & Matheson, 1985
- Breviraja colesi Bigelow & Schroeder, 1948
- Breviraja marklei McEachran & Miyake, 1987
- Breviraja mouldi McEachran & Matheson, 1995
- Breviraja nigriventralis McEachran & Matheson, 1985
- Breviraja spinosa Bigelow & Schroeder, 1950